# Люблінський сільський округ
Лю́блінський сільський округ (каз. Люблин ауылдық округі, рос. Люблинский сельский округ) — адміністративна одиниця у складі Карасуського району Костанайської області Казахстану. Адміністративний центр — село Люблінка.
Населення — 1147 осіб (2021; 1455 у 2009, 1726 у 1999, 2328 у 1989).
Станом на 1989 рік існувала Люблінська сільська рада (села Заріченка, Корниловка, Люблінка, Носовка, Сімферополь). Село Заріченка було ліквідоване 2010 року, село Носовка — 2017 року.

## Склад
До складу округу входять такі населені пункти:
| Населений пункт   | Старі назви | Населення, осіб (1989) | Населення, осіб (1999) | Населення, осіб (2009) | Населення, осіб (2021) |
| ----------------- | ----------- | ---------------------- | ---------------------- | ---------------------- | ---------------------- |
| Заріченка, село   | -           | 293                    | 145                    | 30                     | -                      |
| Корниловка, село  | -           | 267                    | 218                    | 182                    | 136                    |
| Люблінка, село    | -           | 1226                   | 1002                   | 976                    | 866                    |
| Носовка, село     | -           | 189                    | 105                    | 65                     | -                      |
| Сімферополь, село | -           | 353                    | 256                    | 202                    | 145                    |